# Jui Kjótaniová
Jui Kjótaniová (japonsky 京谷 由衣, Kjótani Jui, anglicky Yui Kyotani; * 1990 Nara, Japonsko) je japonská tanečnice a baletka, pedagožka a bývalá sólistka baletu Moravského divadla Olomouc. Od roku 2022 vyučuje balet a tančí v malajském profesionálním souboru Ballet Theatre Malaysia.

## Život
Pochází z japonského města Nara a odmala chtěla chodit na gymnastiku. Její rodiče jí doporučili, aby nejprve před gymnastikou začala dělat balet. V osmi letech tak zašla do nového baletního studia Eny Hirose v Naře, kde okusila balet a u kterého i zůstala. Po dokončení základní školy jí učitelka baletu navrhla, zda by nechtěla studovat tanec na Státní baletní škole v Berlíně, kde měla učitelka kontakty. Jelikož od mládí snila Jui o tom, že jednou bude tančit v Evropě, nabídku přijala a do Japonska přiletěla učitelka z Berlína Larissa Dobrojan, aby ji vyzkoušela. Jui přijímací zkoušky udělala a od svých šestnácti letech studovala na Státní baletní škole v Berlíně. Zde absolvovala tři ročníky, ale před závěrečnou zkouškou přišla nabídka z divadla v Lipsku, a tak nabídku přijala. Po ročním působení v lipském divadle, kde jí nemohli kontrakt na delší dobu prodloužit, vrátila se zpět do Berlína a chodila na hodiny tance k paní Larisse Dobrojan.
Její přátelé, kteří tančili v baletu Moravského divadla Olomouc, jí dali vědět, že se v jejich divadle koná konkurz na nové členy. Proto odcestovala na konkurz, kde byla přijatá a od roku 2012 se stala členem a později i zdejší první sólistkou baletu. Během své taneční kariéry si v olomouckém divadle zahrála role z klasického i moderního repertoáru, jako byla například čínská fotografka ve Fridě, Odetta-Odilie v Labutím jezeru, Klárka v Louskáčkovi, Julie v Romeu a Julii, Princezna Růženka a Princezna Florina ve Spící krasavici a Yoko Ono v The Beatles.
Byla několikrát nominována na Cenu Thálie v oboru Balet, pantomima a jiný tanečnědramatický žánr. Její první nominace byla hned za rok 2012 za roli Odetta/Odilie v inscenaci Labutím jezeře, další byla za rok 2015 za roli Marguerite Gautier v inscenaci Dáma s kaméliemi a v roce 2020 za roli Myrtha v inscenaci Giselle. Tu obdržela za rok 2016 za roli Kitri v inscenaci Don Quijote.
V roce 2021 byla uvedena do síně slávy Moravského divadla Olomouc a stala se emeritní členkou. Od roku 2022 vyučuje balet a tančí v malajském profesionálním souboru Ballet Theatre Malaysia.